# Grupo Tal
El Grupo Tal fue formado en 1974 por los fotógrafos Javier Jiménez, Enrique Peral, Raúl Jiménez y José María Castillo (a los que se sumarían posteriormente Rafael Ramírez y José Puga) en el seno de la Real Sociedad Fotográfica, que en aquella época tenía su sede en la madrileña Calle del Príncipe.

## Trayectoria
Seguidores de los fotógrafos que conformaron la “Escuela de Madrid “ (que contó con miembros tan destacados como Gabriel Cualladó,  Juan_Dolcet_Santos o Leonardo Cantero) practicaron un estilo fotográfico a caballo entre el documentalismo y el realismo estético.
Entre las exposiciones que realizaron destacan las colgadas en las Sociedades Fotográficas de Soria y Guadalajara, en la Galería Redor-Canon y en la sede madrileña del Banco de Barcelona, en los últimos años de la década de los 70 y la retrospectiva de 1982 en la Real Sociedad Fotográfica.
Su trabajo colectivo más significativo fue el realizado sobre los murales de las Tapias del Barrio de Portugalete de Madrid. En el verano de 1975, la asociación de vecinos, para evitar que el Plan Parcial de Ciudad Lineal arrasara el barrio, convocó a una serie de pintores y escritores que convirtieron sus tapias en un museo, impidiendo la acción de las excavadoras. En este evento participaron artistas como  Lucio Muñoz, Juan Genovés, Paco Barón, Alfredo Alcaín, José Vento, Tino Calabuig, Salvador Soria, José Duarte, entre otros. 
El Grupo Tal instauró un premio denominado “Nautilus” en homenaje al fotógrafo estadounidense Edward Weston, representante máximo del realismo estético que practicaban sus integrantes.  El grupo también organizó varios ciclos de charlas sobre Tendencias e Historia de la fotografía en academias como Flash-Foto y de crítica libre en la propia RSF.